# Gunung Bateehitam
Gunung Bateehitam är ett berg i Indonesien.   Det ligger i provinsen Aceh, i den västra delen av landet, 1 800 km nordväst om huvudstaden Jakarta. Toppen på Gunung Bateehitam är 1 144 meter över havet, eller 599 meter över den omgivande terrängen. Bredden vid basen är 12,7 km.
Terrängen runt Gunung Bateehitam är huvudsakligen kuperad.Runt Gunung Bateehitam är det ganska glesbefolkat, med 38 invånare per kvadratkilometer. I omgivningarna runt Gunung Bateehitam växer i huvudsak städsegrön lövskog.